# Johannes Geis
Johannes Geis (* 17. srpna 1993 Schweinfurt, Německo) je německý fotbalový záložník a mládežnický reprezentant, v současnosti hraje v německém klubu FC Schalke 04.

## Klubová kariéra
Geis začal s fotbalem na profesionální úrovni v klubu SpVgg Greuther Fürth. V letech 2013–2015 hrál za 1. FSV Mainz 05. V červnu 2015 podepsal čtyřletý kontrakt s FC Schalke 04.

## Reprezentační kariéra
Max Meyer reprezentoval Německo v mládežnických kategoriích U16, U17, U18, U19, U20 a U21.

Trenér Horst Hrubesch jej nominoval na Mistrovství Evropy hráčů do 21 let 2015 konané v Praze, Olomouci a Uherském Hradišti.